# ترانه‌هایی در کلید عشق و نفرت
ترانه‌هایی در کلید عشق و نفرت چهارمین آلبوم استودیویی گروه پُست گرانج پادل آو ماد است که در اوایل سال ۲۰۰۹ در ونکور ضبط و میکس شد و در ۸ دسامبر ۲۰۰۹ منتشر شد. اولین تک‌آهنگ این آلبوم «فضاپیما» در نوامبر ۲۰۰۹ وارد ایستگاه‌های رادیویی شد.

## فهرست آهنگ‌ها
۱- «نشئه»
۲- «فضاپیما»
۳- «نگهش داریم»
۴- «بدون خواسته‌ام»
۵- «خون ریخته شده روی میز»
۶- «تنها دلیل»
۷- «حد بیهوشی»
۸- «کریسمس بی سروصدا»
۹- «جای بهتر»
۱۰- «قلاب‌وار»

## پدید آورندگان
- وزلی اسکنتلین : آواز، ریتم گیتار
- داگ آردیتو : بیس گیتار
- پاول فیلیپس : لید گیتار
- رایان یردون : درامز